# Louis-Charles Marty
Louis-Charles Marty (ur. 30 grudnia 1891 w Sète, zm. 19 marca 1970 w Montpellier) – francuski gimnastyk, olimpijczyk.
Uczestniczył w rywalizacji na V Letnich Igrzyskach Olimpijskich rozgrywanych w Sztokholmie w 1912 roku. Startował tam w jednej konkurencji gimnastycznej. W wieloboju indywidualnym, z wynikiem 122,50 punktu, zajął 11. miejsce na 44 startujących zawodników.
Osiem lat później podczas VII Letnich Igrzysk Olimpijskich w Antwerpii Marty ponownie wystartował w wieloboju indywidualnym. Zdobywając 81,12 punktu zajął 13. miejsce.
W Lublanie podczas Mistrzostw Świata w 1922 roku zdobył brązowy medal w wieloboju drużynowym.